# Jimmie Rodgers
Jimmie Rodgers (født 8. september 1897, død 26. maj 1933) var en amerikansk countrymusiker.